# Bahnhof Soham
Der Bahnhof Soham bindet die Eisenbahnstrecke zwischen Ipswich und Ely an die Stadt Soham in Cambridgeshire an. Der Bahnhof war bereits zwischen 1879 und 1965 in Betrieb und wurde im Jahr 2021 wiedereröffnet.

## Aktueller Zustand
Heute hat die Station einen Bahnsteig mit einer Länge von 99 Metern. Eine Fußgängerbrücke in U-Form überspannt das Gleis im Rahmen eines bestehenden Wegerechts zu der dem Bahnsteig gegenüberliegenden Seite. Die Spannweite ermöglicht es, künftig einen zweiten Bahnsteig sowie eine Aufzuganlage bauen zu können.
Die zugehörige Park and Ride-Anlage bietet Kurzzeitparkplätze, Fahrradabstellplätze, einen Parkplatz mit einer Kapazität von 50 Stellplätzen sowie zwei Behindertenparkplätze.

## Geschichte

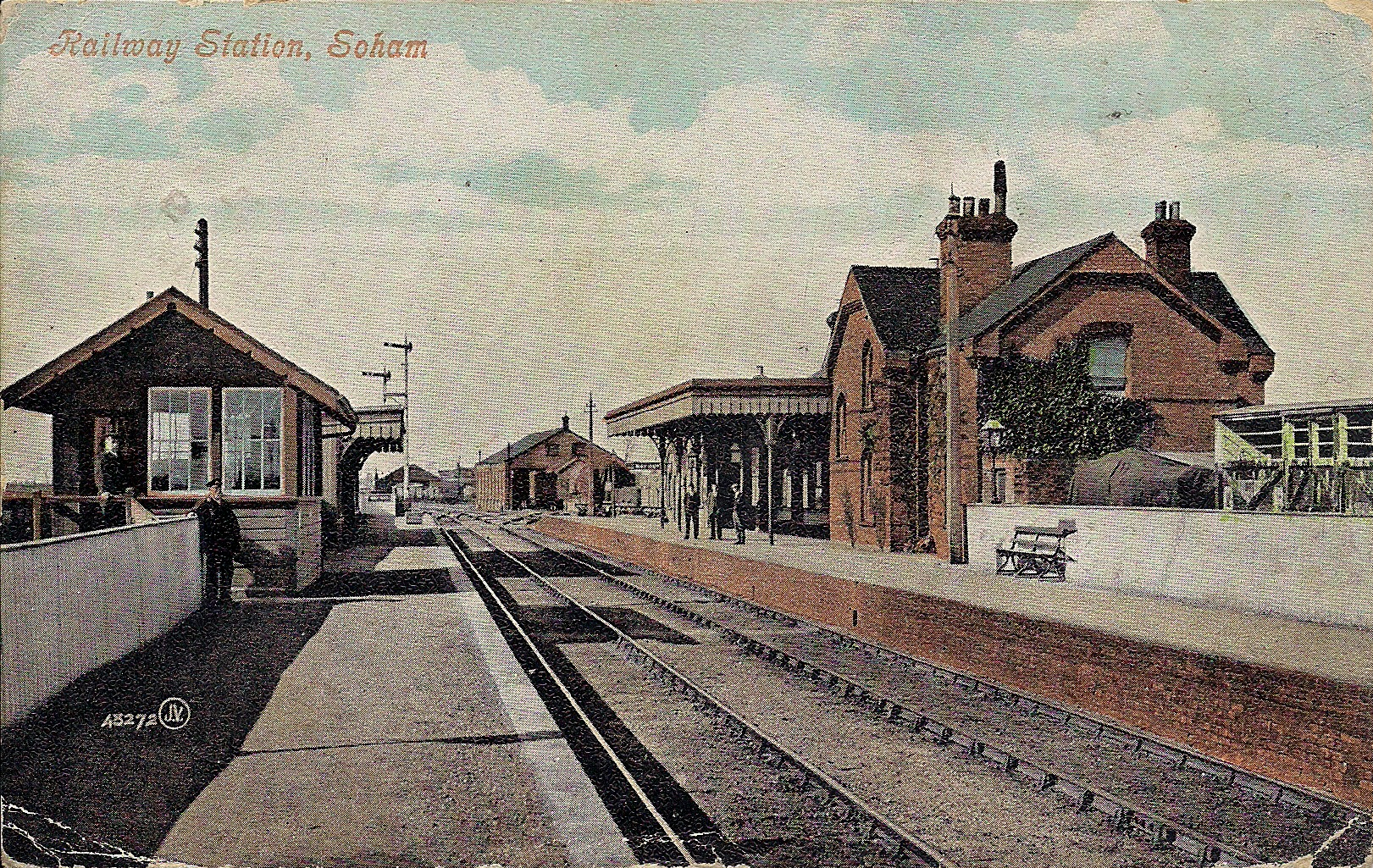
Alte Bahnhofsgebäude (1912)

Der Bahnhof von Soham wurde am 1. September 1879 eröffnet.
Der Bahnhof wurde am 13. September 1965 für den Personenverkehr geschlossen und die verbliebenen  Bahnhofsgebäude abgerissen; die Strecke selbst blieb sowohl für den Personenzug- als auch Güterzugverkehr zwischen dem Hafen von Felixstowe, den „Felixstowe Docks“, und den Midlands geöffnet.

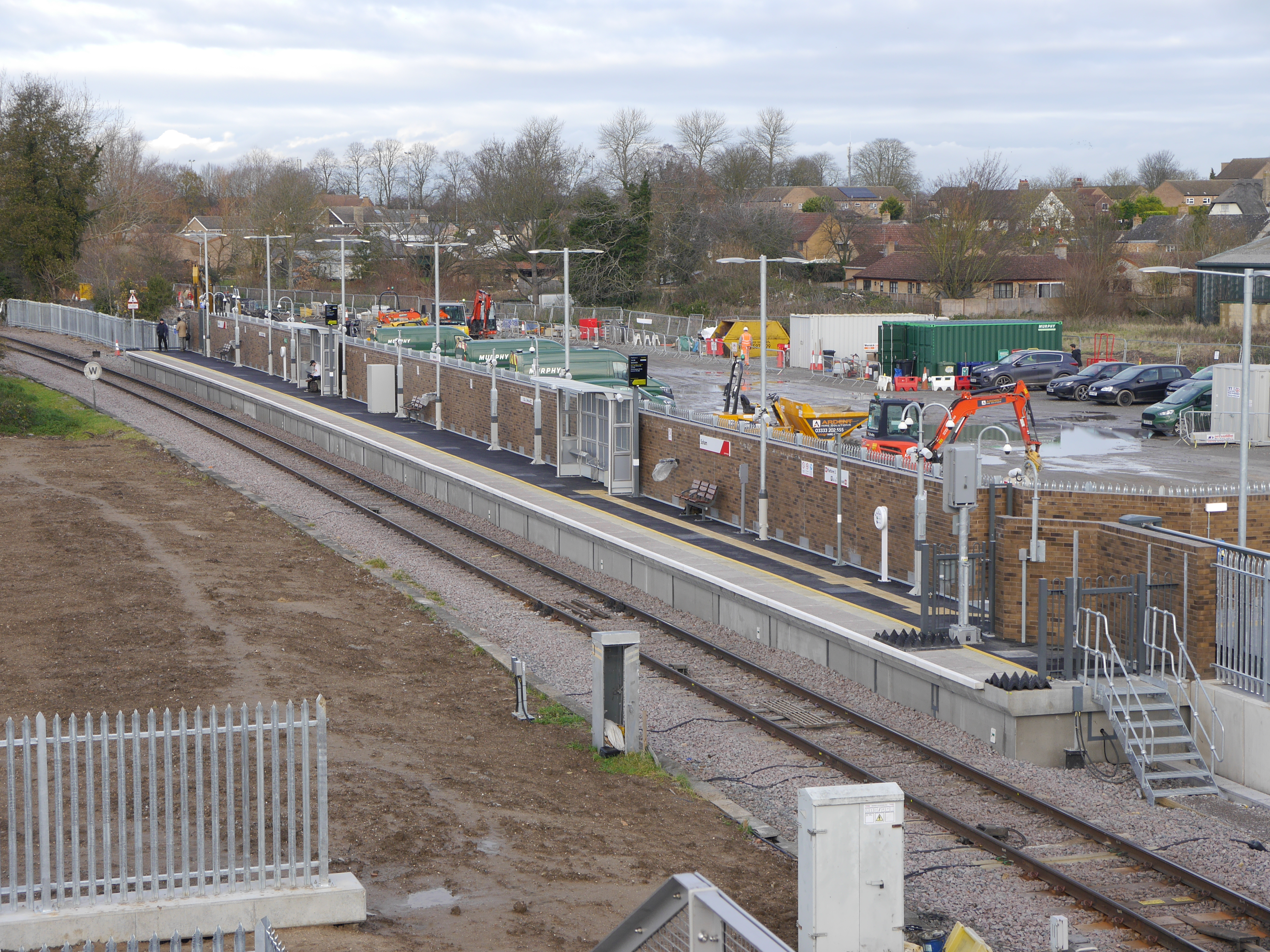
Neuer Bahnhof (2021)

Bereits seit der Schließung liefen lokale Kampagnen zur Wiedereröffnung des Bahnhofs. Im Februar 2011 erhielt der East Cambridgeshire District Council Mittel für eine Studie über eine mögliche Wiedereröffnung.
Im Januar 2013 veröffentlichte Network Rail einen Fünfjahresplan für die Modernisierung, der die Wiedereröffnung des Bahnhofs Soham als Teil der Verbesserungen an der Strecke zwischen Ipswich und Ely vorsah.
Eine Studie von Network Rail kam zu dem Schluss, dass der Bau eines neuen Bahnhofs auf der bestehenden Infrastruktur machbar ist und dass ein zusätzlicher Halt in Soham tragbar sei. Obwohl Soham in der zweiten Runde des New Stations Fund nicht erfolgreich war, wurden Mittel von der Cambridgeshire and Peterborough Combined Authority (CPCA) und dem Cambridgeshire County Council in Aussicht gestellt, um die nächste Phase der Planungsarbeiten mit Network Rail voranzutreiben.
Erschließungsarbeiten für den neuen Bahnhof durch Network Rail begannen im Herbst 2020 und die Hauptbauphase im März 2021. Am 13. Dezember 2021 wurde schließlich an gleicher Stelle ein neuer Bahnhof eröffnet, der von Abellio Greater Anglia betrieben wird.
Es gibt keine Pläne für eine Direktverbindung zum Bahnhof von Cambridge, aber die CPCA hat ihre Unterstützung für eine künftige Phase des Projekts zum Ausdruck gebracht. Der ehemalige Bürgermeister von Cambridgeshire und Peterborough, James Palmer, sagte zur Wiedereröffnung:

„Die Fertigstellung des Bahnhofs Soham gibt uns eine viel stärkere Argumentation, um uns bei der Regierung und Network Rail für die Wiedereinführung der „Snailwell“-Schleife einzusetzen, die eine direkte Verbindung zwischen Ely, Soham, Newmarket und Cambridge bieten wird.“

## Eisenbahnunfall von Soham

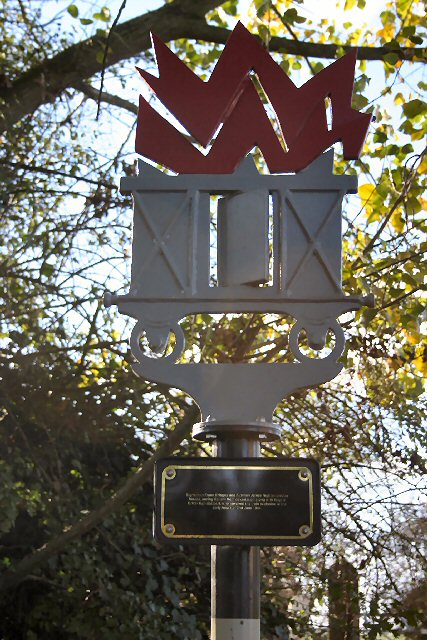
Denkmal für Frank Bridges und James Nightall

Am 2. Juni 1944 kam es zur Katastrophe, als ein Munitionszug mit hochexplosiven Fliegerbomben in Brand geriet und explodierte, wobei zwei Menschen ums Leben kamen und über 700 Gebäude in Soham zum Teil schwer beschädigt wurden.
Der Lokführer Benjamin Gimbert und der Heizer James Nightall wurden mit der höchsten zivilen Auszeichnung für Tapferkeit, dem Georgs-Kreuz, ausgezeichnet, weil sie weitere Schäden verhinderten, die bei einer Explosion des restlichen Zuges entstanden wären, indem sie die Lok und den brennenden ersten Wagen abkoppelten und aus dem Stadtgebiet fuhren. Das Stellwerk, das bei der Explosion ebenfalls beschädigt wurde und bei der der Stellwerker Frank Bridges ums Leben kam, ist heute bei der Mid-Norfolk Railway erhalten. Die Mid-Norfolk Railway ist eine der längsten englischen Museumsbahnen, sie verläuft auf 28 km zwischen Wymondham und Wells-next-the-Sea auf einer Teilstrecke der ehemaligen Norfolk Railway.

## Verkehrsverbindungen
Der Regelbetrieb der „Ipswich to Ely“-Linie wird heute von Abellio Greater Anglia mit Zügen der britischen Baureihe 755 durchgeführt. Der Bahnhof selbst wird zusammen mit Network Rail betrieben. Außerhalb der Hauptverkehrszeiten verkehrt – in beide Richtungen – alle zwei Stunden ein Zug zwischen Peterborough und Ipswich über Bury St. Edmunds. Der Bahnhof Kennett des Dorfes Kentford ist über Soham aus einmal täglich angebunden.
Historisch wurde die Bahnstrecke und der Bahnhof bis zum 1. Juli 1898 durch die „Ely and Newmarket Railway“ betrieben, die später durch die bis 1922 operierende Great Eastern Railway (GER) abgelöst wurde.